# 錫米亞特科沃斯基冰川
75°54′S 144°12′W / 75.900°S 144.200°W
錫米亞特科沃斯基冰川（英語：Siemiatkowski Glacier）是南極洲的冰川，長約40公里，最終注入尼克森冰架，該冰川根據探測和空中照片被繪入地圖，以極光物理學家命名。